# Forces armées d'Europe
Ne doit pas être confondu avec Politique commune de sécurité et de défense.
Les forces armées d'Europe comprennent les forces armées des 27 pays de l'Union européenne, ainsi que celles des États rattachés au continent européen. Les États de l'Union sont regroupés au sein de la politique de sécurité et de défense commune, qui s'apparente plus à une plateforme d'intervention conjointe de plusieurs États de l'Union qu'à une véritable force centralisée européenne.  D'autres alliances militaires bilatérales ou multilatérales se développent entre les pays européens, au sein de l'Union ou en dehors, notamment au travers de l'OTAN.
Plusieurs dirigeants politiques européens se sont prononcés pour la création d'une force commune de défense européenne (UE). La possibilité a été prévue par l'article 42 du traité sur l'Union européenne dès l'entrée en vigueur du traité de Lisbonne le 1er décembre 2009. En outre, la question de la défense s'est posée pour une coopération renforcée, qui pourrait permettre une intégration à la défense des États membres ayant des politiques de neutralité.

## Politique de défense européenne

Carte des membres de l'UE et de l'OTAN
Membre de l'UE seul
Membre de l'OTAN seul
Membre des deux

### Union européenne

#### Politique européenne de sécurité et de défense
Les dispositions de la défense européenne ont été établis dans le cadre de la politique européenne de sécurité et de défense (PESD), une branche de la politique étrangère et de sécurité commune (PESC).
La politique européenne de sécurité et de défense consiste en plusieurs sous-organisations :
- Agence européenne de défense (AED) : soutien des États membres et du Conseil européen dans leur effort d'amélioration des capacités de défense européennes
- Identité européenne de sécurité et de défense (IESD) : accord de partenariat stratégique établi en décembre 2002 entre l’Union européenne et l’OTAN
- Institut d'études de sécurité de l'Union européenne (IESUE) : promotion d'une culture de sécurité européenne commune, contribution au développement et enrichissement du débat stratégique européen
- État-major de l'Union européenne (EMUE) : supervise les opérations militaires impliquées hors de l'UE
- Groupements tactiques de l'Union européenne : unités armées au nombre de 15, regroupant chacune 1 500 hommes, sous le contrôle direct du Conseil européen
- Helsinki Headline Goal (en) : liste de forces de réaction rapides composée de 60 000 troupes commandés par l'Union européenne, sous le contrôle des États qui disposent des troupes.

#### Initiatives séparées
Des initiatives séparées ont été lancées de la part des États membres.
- Force de réaction rapide européenne (EuroFor) : force de réaction rapide sous le commandement de Union de l'Europe occidentale •  France,  Italie,  Portugal,  Espagne (disparue en 2012)
- Force maritime européenne (EuroMarFor) : force de réaction rapide maritime •  France,  Italie,  Portugal,  Espagne
- Force de gendarmerie européenne (EuroGendFor) : force de police à statut militaire d'intervention en cas de crise •  France,  Italie,  Portugal,  Espagne,  Pays-Bas,  Roumanie
- Eurocorps : force militaire indépendante •  France,  Allemagne,  Belgique,  Luxembourg,  Espagne
- Groupe aérien européen : force aérienne multinationale européenne •  France,  Italie,  Belgique,  Allemagne,  Espagne,  Pays-Bas,  Royaume-Uni.

### Continent européen
Des États membres de l'Union européenne et d'autres pays du continent européen font partie d'organisations de défense au niveau continental ou international :
- Organisation du traité de l'Atlantique nord (OTAN).

## Forces armées d'Europe

### États souverains
- Albanie
- Allemagne
- Arménie[N 1]
- Autriche
- Azerbaïdjan[N 1]
- Belgique
- Biélorussie
- Bosnie-Herzégovine
- Bulgarie
- Croatie
- Chypre[N 1]
- Danemark
- Espagne
- Estonie
- Finlande
- France
- Géorgie[N 1]
- Grèce
- Hongrie
- Islande
- Irlande
- Italie
- Kazakhstan[N 1]
- Lettonie
- Lituanie
- Luxembourg
- Macédoine du Nord
- Malte
- Moldavie
- Monaco
- Monténégro
- Norvège
- Pays-Bas
- Pologne
- Portugal
- Roumanie
- Royaume-Uni
- Russie[N 1]
- Saint-Marin
- Serbie
- Slovaquie
- Slovénie
- Suède
- Suisse
- République tchèque
- Turquie[N 1]
- Ukraine
- Vatican

Andorre et le Liechtenstein n'ont pas d'armée (voir Liste des pays qui ne possèdent pas d'armée)

### États non reconnus
- Abkhazie[N 1]
- Chypre du Nord[N 1]
- Transnistrie
- Kosovo
- Haut-Karabagh[N 1]
- Ossétie du Sud[N 1]

## Budgets
Entre 2001 et 2011, le budget des 37 États européens (hors micro-états, moins la Russie, plus la Turquie) est passé de 263,1 milliards d'euros (valeur 2011) en 2001 à 220 milliards d'euros en 2011 soit une moyenne de 1,8 % du PIB et le Center for Strategic and International Studies prévoit, fin 2012, un budget en 2020 entre 147 et 195 milliards d'euros. 
Les 27 nations membres de l'Agence européenne de défense (Union européenne moins le Danemark) ont en 2006, un budget de la défense global de 202 milliards d'euros en monnaie courante, soit 218 milliards en monnaie courante. En 2013, il est de 186 milliards d'euros soit une baisse de 15 % depuis 2006. 
|                               | Pays               | Budget de la Défense (Milliards de USD), | % du PIB | Date |
| ----------------------------- | ------------------ | ---------------------------------------- | -------- | ---- |
| Drapeau de la France          | France             | 55,7                                     | 2,26     | 2016 |
| Drapeau du Royaume-Uni        | Royaume-Uni        | 48,3                                     | 1,86     | 2016 |
| Drapeau de l'Allemagne        | Allemagne          | 41,1                                     | 1,19     | 2016 |
| Drapeau de l'Italie           | Italie             | 39,3                                     | 1,52     | 2008 |
| Drapeau de l'Espagne          | Espagne            | 14,9                                     | 1,21     | 2016 |
| Drapeau de la Pologne         | Pologne            | 9,3                                      | 1,95     | 2016 |
| Drapeau des Pays-Bas          | Pays-Bas           | 9,3                                      | 1,20     | 2016 |
| Drapeau de la Norvège         | Norvège            | 6,3                                      | 1,62     | 2016 |
| Drapeau de la Grèce           | Grèce              | 5,0                                      | 2,56     | 2016 |
| Drapeau de la Suède           | Suède              | 5,3                                      | 1,0      | 2016 |
| Drapeau de la Suisse          | Suisse             | 4,5                                      | 0,6      | 2016 |
| Drapeau de la Belgique        | Belgique           | 4,1                                      | 1,76     | 2016 |
| Drapeau du Portugal           | Portugal           | 3,8                                      | 1,85     | 2016 |
| Drapeau du Danemark           | Danemark           | 3,5                                      | 1,17     | 2016 |
| Drapeau de la Finlande        | Finlande           | 3,2                                      | 1,4      | 2016 |
| Drapeau de l'Autriche         | Autriche           | 2,9                                      | 0,7      | 2016 |
| Drapeau de la Roumanie        | Roumanie           | 2,8                                      | 1,51     | 2016 |
| Drapeau de la Tchéquie        | République tchèque | 2,0                                      | 1,02     | 2016 |
| Drapeau de la Hongrie         | Hongrie            | 1,3                                      | 1,04     | 2016 |
| Drapeau de l'Irlande          | Irlande            | 1,0                                      | 0,3      | 2016 |
| Drapeau de la Slovaquie       | Slovaquie          | 1,0                                      | 1,11     | 2016 |
| Drapeau de la Bulgarie        | Bulgarie           | 0,8                                      | 1,6      | 2016 |
| Drapeau de la Lituanie        | Lituanie           | 0,6                                      | 1,33     | 2016 |
| Drapeau de l'Estonie          | Estonie            | 0,5                                      | 2,00     | 2016 |
| Drapeau de la Lettonie        | Lettonie           | 0,4                                      | 1,33     | 2016 |
| Drapeau de Chypre             | Chypre             | 0,4                                      | 1,8      | 2016 |
| Drapeau de la Slovénie        | Slovénie           | 0,4                                      | 0,8      | 2016 |
| Drapeau du Luxembourg         | Luxembourg         | 0,3                                      | 0,50     | 2016 |
| Drapeau de Malte              | Malte              | 0,06                                     | 0,6      | 2016 |
| Drapeau de l’Union européenne | Union européenne   | 245,9                                    | 1,52     | 2016 |

## Effectifs en 2006
En 1990, l'Europe de l'Ouest disposait de 2,7 millions de militaires, sans compter l'Europe de l'Est. En 2000, presque 2,1 millions de militaires. En 2011, environ 1,5 million en 2011, avec une baisse de 70 000 personnes en une année de 2010 à 2011. La déflation doit continuer dans les années 2010.
Les effectifs global des armées des 27 États membres de l'Agence européenne de défense étaient en 2006 de 1 942 342 militaires et 384 827 civils soit un total de 2 425 169 personnes. En 2013, ils sont de 1 435 693 militaires, 407 645 civils soit un total de 1 842 938 personnes. Soit une baisse de 26 % du nombre de militaires et de 16 % du nombre de civils travaillant pour la défense,.
| Drapeau                       | État               | Personnel actif | Réserve militaire | Paramilitaire  | Total     | Troupes/1000 hab | Char de combats | Avions militaires | Transport militaire | Porte-avions |
| ----------------------------- | ------------------ | --------------- | ----------------- | -------------- | --------- | ---------------- | --------------- | ----------------- | ------------------- | ------------ |
| Drapeau de la France          | France             | 362 485         | 419 000           | 101 666        | 883 151   | 4,27             | 436             | 374               | 186                 | 1            |
| Drapeau de l'Allemagne        | Allemagne          | 247 100         | 305 000           | 40 000         | 592 100   | 3,45             | 400             | 241               | 176                 | 0            |
| Drapeau du Royaume-Uni        | Royaume-Uni        | 240 400         | 195 600           | 0              | 436 000   | 3,41             | 396             | 474               | 197                 | 1            |
| Drapeau de l'Italie           | Italie             | 187 000         | 68 000            | 111 800        | 366 000   | 3,42             | 200             | 306               | 112                 | 2            |
| Drapeau de la Grèce           | Grèce              | 177 600         | 291 000           | 4 000          | 472 600   | 16,60            | 890             | 254               | 35                  | 0            |
| Drapeau de l'Espagne          | Espagne            | 143 780         | 328 500           | 72 600         | 544 880   | 3,49             | 227             | 151               | 110                 | 1            |
| Drapeau de la Pologne         | Pologne            | 100 272         | 234 000           | 21 300         | 355 572   | 4,23             | 900             | 251               | 87                  | 0            |
| Drapeau de la Roumanie        | Roumanie           | 90 000          | 104 000           | 79 900         | 273 900   | 4,31             | 350             | 119               | 24                  | 0            |
| Drapeau de la Tchéquie        | République tchèque | 57 050          | 0                 | 5 600          | 62 650    | 5,57             | 179             | 52                | 71                  | -            |
| Drapeau des Pays-Bas          | Pays-Bas           | 53 130          | 32 200            | 3 300          | 88 630    | 3,24             | 119             | 115               | 43                  | 0            |
| Drapeau de la Belgique        | Belgique           | 45 800          | 100 500           | 0              | 146 300   | 3,94             | 132             | 68                | 37                  | 0            |
| Drapeau du Portugal           | Portugal           | 44 900          | 210 930           | 25 600         | 281 430   | 4,25             | 137             | 45                | 33                  | 0            |
| Drapeau de la Bulgarie        | Bulgarie           | 39 000          | 303 000           | 34 000         | 376 000   | 5,1              | 732             | 80                | 46                  | 0            |
| Drapeau de la Finlande        | Finlande           | 36 700          | 485 000           | 3 100          | 524 800   | 5,17             | 124             | 63                |                     | 0            |
| Drapeau de l'Autriche         | Autriche           | 34 600          | 72 000            | N/A            | 106 600   | 4,23             | 237             | 16                | 3                   | -            |
| Drapeau de la Suède           | Suède              | 33 900 (2002)   | 262 000 (2002)    | 35 000 (2007)  | 330 900   | 3,07             | 280             | 166               | 41                  | 0            |
| Drapeau de la Hongrie         | Hongrie            | 33 400          | 90 300            | 12 000         | 135 700   | 3,31             | 0               | 55                | 30                  | -            |
| Drapeau de la Norvège         | Norvège            | 26 200 (1998)   | 219 000 (1998)    |                | 445 200   | 100              | 170             | 79                | ?                   | 0            |
| Drapeau de la Slovaquie       | Slovaquie          | 26 200          | 20 000            | 4 700          | 50 900    | 4,05             | 70              | 27                | 24                  | -            |
| Drapeau du Danemark           | Danemark           | 22 880          | 64 900            | 61 500         | 149 280   | 4,24             | 57              | 60                | 15                  | 0            |
| Drapeau de la Lituanie        | Lituanie           | 13 510          | 309 200           | 14 390         | 337 100   | 3,53             |                 | 2                 | 24                  | 0            |
| Drapeau de l'Irlande          | Irlande            | 10 500          | 14 000            | 0              | 24 500    | 5.78             |                 | 0                 | 12                  | 0            |
| Drapeau de Chypre             | Chypre             | 10 000          | 60 000            | 750            | 70 750    | 12,80            | 41              | 12                |                     | 0            |
| Drapeau de la Slovénie        | Slovénie           | 9 000           | 20 000            | 4 500          | 33 500    | 1,21             |                 | 9                 | 12                  | 0            |
| Drapeau de l'Estonie          | Estonie            | 5 700           | 220 000/>         | 20 000         | 245 700   | 4,13             | 0               | 0                 |                     | 0            |
| Drapeau de la Lettonie        | Lettonie           | 5 500           | 14 050            | 3 200          | 22 750    | 2,13             |                 | 0                 | 3                   | 0            |
| Drapeau de la Suisse          | Suisse             | 3 500 (2002)    | 320 400 (2002)    | 282 000 (2002) | 605 900   | 83,6             | 566             | 138               | 0                   | -            |
| Drapeau de Malte              | Malte              | 2 140           | 0                 | 0              | 2 140     | 5,37             |                 | 0                 |                     | 0            |
| Drapeau du Luxembourg         | Luxembourg         | 900             | 0                 | 612            | 1 512     | 1,92             |                 | 0                 | 3                   | -            |
| Drapeau de l’Union européenne | Union européenne   | 1 536 274       | 4 156 680         | 791 302        | 6 484 256 | 4,36             | 6 775           | 3 523             | 1 349               | 3            |

Force armée de l'UE déployée :
Afghanistan :  31 800.
--